# Ischnura gemina
Ischnura gemina är en trollsländeart som först beskrevs av Kennedy 1917.  Ischnura gemina ingår i släktet Ischnura och familjen dammflicksländor. IUCN kategoriserar arten globalt som sårbar. Inga underarter finns listade i Catalogue of Life.